# Sigismund Báthory
Sigismund Báthory (1572 – Praag, 27 maart 1613) was vorst van Transsylvanië gedurende verschillende regeerperiodes tussen 1586 en 1602 en hertog van Ratibor en Opole in 1598. 

## Biografie
Zijn vader Christoffel Báthory regeerde over Transsylvanië als vojvoda voor de afwezige vorst Stefanus Báthory. Sigismund was nog maar een kind toen de Zevenburgse Landdag hem in 1581 op verzoek van stervende vader hem tot vojvoda van Zevenburgen verkoos. Toen ook zijn oom, vorst Stefan Báthory, overleed in 1586, werd hij vorst van Transsylvanië. In 1588 werd hij op 16-jarige leeftijd meerderjarig en trad hij toe tot de Heilige Liga van christelijke heersers tegen de heerschappij van de Ottomanen. De risico's die deze politieke koers met zich meebrachten, wekten bezorgdheid op, en de standenvergadering van Torda eiste een hernieuwing van de kroningseed. Toen Sigismund dit echter weigerde, dreigden de leden van de standenverzameling met een afzetting. Hij kreeg echter de overhand en zou in 1595 alle tegenstanders die hij toen de pakken kreeg, om het leven hebben laten brengen. 
Báthory had het militaire talent van zijn oom en zijn overwinningen over de Turken wekten veel aanzien op in de rest van Europa. In 1595 onderwierp hij het Vorstendom Walachije en joeg in datzelfde jaar het Ottomaanse leger onder leiding van Koca Sinan Pascha op de vlucht bij Giurgiu.
Een keerpunt in zijn leven was het overlijden van zijn echtgenote, aartshertogin Maria Christina van Oostenrijk, toen zij in overleed in 1599, gevolgd door zijn afzetting in hetzelfde jaar. Vervolgens werd zijn neef András Báthory kortstondig vorst van Transsylvanië, tot deze op 18 oktober dat jaar werd verslagen door Michaël de Dappere en vermoord werd. 
In 1600 probeerde Sigismund Báthory om de titel van vorst van Transsylvanië opnieuw voor zich op te eisen, met de hulp van een leger bestaand uit Polen en Kozakken, maar werd bij Suceava verslagen door Michaël de Dappere. In februari 1601 werd hij door de standenvergadering in Kolozsvár opnieuw in zijn ambt hersteld. Nogmaals werd hij echter door dezelfde Michaël verslagen, sloeg op de vlucht om uiteindelijk in 1613 in Praag te overlijden.